# MTV Europe Music Awards 2024
Les MTV Europe Music Awards 2024, dont il s'agit de la trentième édition (l'édition de 2023 ayant été annulée en raison de la guerre entre Israël et le Hamas), se sont déroulés le 10 novembre 2024 dans la nouvelle salle Co-op Live à Manchester.

## Déroulement
La cérémonie a été présentée par Rita Ora. Les nominations ont été annoncées le 8 octobre 2024. L'artiste la plus nommée est Taylor Swift, qui a obtenu sept nominations. Ariana Grande, Billie Eilish, Charli XCX et Sabrina Carpenter la suivent avec cinq nominations chacune.
Cette année marque le retour du prix « Icône planétaire » qui n'avait pas été remis depuis 2019. La catégorie « Meilleur groupe » n'a pas été reconduite pour cette édition.
Au cours de la cérémonie, Rita Ora a rendu hommage à Liam Payne, ex membre des One Direction, décédé le 16 octobre 2024.
Taylor Swift a remporté le plus grand nombre de récompenses au cours de la cérémonie pour la troisième année consécutive, avec quatre prix.

## Performances
De nombreux artistes invités se sont produits sur scène au cours de la soirée :
- Benson Boone — Slow It Down / Beautiful Things
- Tyla — Water / Push 2 Start
- The Warning — Automatic Sun
- Raye — Escapism. / Oscar Winning Tears / Body Dysmorphia
- Shawn Mendes — Heart of Gold
- Teddy Swims — The Door / Lose Control
- Busta Rhymes — Break Ya Neck /  Touch It / Look At Me Now / I Know What You Want
- Le Sserafim — Chasing Lightning / Crazy
- Peso Pluma (feat.  Estevan Plazola) — Hollywood
- Pet Shop Boys — All The Young Dudes / West End Girls

## Présentation
La cérémonie a été présentée par Rita Ora pour la troisième fois.
- Les footballeurs Rúben Dias et Alex Greenwood ont remis le prix pour la catégorie « Révélation 2024 »
- Les chanteuses Neneh Cherry et Mabel ont remis le prix pour la catégorie « Meilleur artiste hip-hop »
- L'actrice Jodie Turner-Smith a remis le prix pour la catégorie « Meilleur artiste latino »
- La rappeuse Little Simz a remis le prix spécial « Icône planétaire »
- Le chanteur Olly Alexander a remis le prix « Meilleure chanson »
- Le rappeur LL Cool J a remis le prix « Meilleur artiste afrobeats »
- Le chanteur de Bush, Gavin Rossdale a remis le prix « Meilleur clip vidéo »
- L'acteur Aaron Taylor-Johnson a remis le prix « Pionniers de la pop » créé spécialement pour honorer la carrière du duo Pet Shop Boys

## Prix spéciaux

### Icône planétaire
Busta Rhymes

### World Stage
Bush

### Pionniers de la pop
Pet Shop Boys

## Prix internationaux
Les vainqueurs sont en gras.

### Meilleure chanson
- Ariana Grande — We Can't Be Friends (Wait for Your Love)
- Benson Boone — Beautiful Things
- Beyoncé — Texas Hold 'Em
- Billie Eilish — Birds of a Feather
- Chappell Roan — Good Luck, Babe!
- Sabrina Carpenter — Espresso

### Meilleur clip vidéo
- Ariana Grande — We Can't Be Friends (Wait for Your Love)
- Charli XCX — 360
- Eminem — Houdini
- Kendrick Lamar — Not Like Us
- Lisa (feat.  Rosalía) — New Woman
- Taylor Swift (feat.  Post Malone) — Fortnight

### Meilleur artiste
- Beyoncé
- Billie Eilish
- Post Malone
- Raye
- Sabrina Carpenter
- Taylor Swift

### Meilleure collaboration
- Charli XCX (feat.  Billie Eilish) — Guess Featuring Billie Eilish
- Future (feat.  Metro Boomin et  Kendrick Lamar) — Like That
- Lady Gaga (feat.  Bruno Mars) — Die With a Smile
- Lisa (feat.  Rosalía) — New Woman
- Peso Pluma (feat.  Anitta) — Bellakeo
- Taylor Swift (feat.  Post Malone) — Fortnight

### Révélation 2024
- /  Ayra Starr
- Benson Boone
- Chappell Roan
- Le Sserafim
- Teddy Swims
- The Last Dinner Party
- Tyla

### Meilleur artiste pop
- Ariana Grande
- Billie Eilish
- /  /  Camila Cabello
- Charli XCX
- /  Dua Lipa
- Sabrina Carpenter
- Taylor Swift

### Meilleur artiste afrobeats
- Asake
- /  Ayra Starr
- Burna Boy
- Rema
- Tems
- Tyla

### Meilleur artiste rock
- Bon Jovi
- Coldplay
- Green Day
- Kings of Leon
- Lenny Kravitz
- Liam Gallagher
- The Killers

### Meilleur artiste latino
- Anitta
- Bad Bunny
- Karol G
- Peso Pluma
- Rauw Alejandro
- Shakira

### Meilleur artiste K-pop
- Jimin
- Jung Kook
- Le Sserafim
- Lisa
- NewJeans
- Stray Kids

### Meilleur artiste alternatif
- Fontaines D.C.
- Hozier
- Imagine Dragons
- Lana Del Rey
- Twenty One Pilots
- Yungblud

### Meilleur artiste électro
- Calvin Harris
- David Guetta
- Disclosure
- DJ Snake
- Fred Again
- Swedish House Mafia

### Meilleur artiste hip-hop
- Central Cee
- Eminem
- Kendrick Lamar
- Megan Thee Stallion
- Nicki Minaj
- Travis Scott

### Meilleur artiste RnB
- Kehlani
- SZA
- Tinashe
- Tyla
- Usher
- Victoria Monét

### Meilleur concert
- Adele
- Coldplay
- Doja Cat
- Raye
- Taylor Swift
- Travis Scott

### Meilleur artiste MTV PUSH
- Coco Jones (Novembre 2023)
- Victoria Monét (Décembre 2023)
- Jessie Murph (Janvier 2024)
- Teddy Swims (Février 2024)
- Chappell Roan (Mars 2024)
- Flyana Boss (Avril 2024)
- Laufey (Mai 2024)
- Le Sserafim (Juin 2024)
- The Warning (Juillet 2024)
- Shaboozey (Août 2024)
- Ayra Starr (Septembre 2024)
- Mark Ambor (Octobre 2024)

### Meilleure fanbase
- Anitta
- Ariana Grande
- Beyoncé
- Billie Eilish
- Chappell Roan
- Charli XCX
- Katy Perry
- Lisa
- Nicki Minaj
- Sabrina Carpenter
- Shawn Mendes
- Taylor Swift

## Prix régionaux
Les vainqueurs sont en gras.

### Europe

#### Meilleur artiste allemand
- Ayliva
- K.I.Z
- Luciano
- Pashanim
- Shirin David

#### Meilleur artiste autrichien
- Bilderbuch
- Christina Stürmer
- Esther Graf
- Money Boy
- RAF Camora
- Wanda

#### Meilleur artiste britannique et irlandais
- Central Cee
- Charli XCX
- Chase & Status
- /  Dua Lipa
- Hozier
- Raye

#### Meilleur artiste espagnol
- Ana Mena
- Belén Aguilera
- Dani Fernández
- Lola Indigo
- Mikel Izal

#### Meilleur artiste français
- /  Aya Nakamura
- /  Dadju et  /  Tayc
- /  Gims
- Pierre Garnier
- /  Slimane
- Vitaa

#### Meilleur artiste italien
- Angelina Mango
- Annalisa
- /  Ghali
- /  Mahmood
- The Kolors

#### Meilleur artiste israélien
- Agam Buhbut
- Anna Zak
- Noa Kirel
- Shahar Saul
- Shahar Tavoch

#### Meilleur artiste néerlandais
- Claude
- Jonna Fraser
- Mr. Belt & Wezol
- Roxy Dekker
- Son Mieux

#### Meilleur artiste polonais
- Daria Zawiałow
- Kacperczyk
- Kwiat Jabłoni
- Pro8l3m
- Zalewski

#### Meilleur artiste portugais
- Bárbara Bandeira
- Bárbara Tinoco
- Dillaz
- Ivandro
- Slow J

#### Meilleur artiste scandinave
- Alesso
- Girl in Red
- Laufey
- Swedish House Mafia
- Zara Larsson

#### Meilleur artiste suisse
- Benjamin Amaru
- Faber
- Nemo
- Priya Ragu
- /  Stress

### Afrique

#### Meilleur artiste africain
- Asake
- Ayra Starr
- DBN Gogo
- Diamond Platnumz
- TitoM & Yuppe
- Tyla

### Asie

#### Meilleur artiste asiatique
- BINI
- ILLIT
- Mahalini
- MASDO
- Sakurazaka46

#### Meilleur artiste indien
- Armaan Malik
- Chirag Todi
- Dee MC & EPR
- Hanumankind
- Kamakshi Khanna
- Mali

### Australie et Nouvelle-Zélande

#### Meilleur artiste australien
- Confidence Man
- CYRIL
- /  Kylie Minogue
- Sia
- The Kid Laroi
- Troye Sivan

### Amérique

#### Meilleur artiste américain
- Ariana Grande
- Beyoncé
- Kendrick Lamar
- Sabrina Carpenter
- Taylor Swift

#### Meilleur artiste brésilien
- Jão
- Luisa Sonza
- Matuê
- Pabllo Vittar
- Pedro Sampaio

#### Meilleur artiste canadien
- AR Paisley
- Kaytranada
- /  Nelly Furtado
- Shawn Mendes
- Tate McRae

#### Meilleur artiste caribéen
- Eladio Carrion
- Luar la L
- Myke Towers
- YovngChimi
- Young Miko

#### Meilleur artiste du Nord de l'Amérique latine
- Danna
- El Malilla
- Gabito Ballesteros
- Natanael Cano
- YeriMua

#### Meilleur artiste du Centre de l'Amérique latine
- Beele
- Blessd
- Kapo
- Manuel Turizo
- Sofia Castro

#### Meilleur artiste du Sud de l'Amérique latine
- Dillom
- Emilia
- Luck Ra
- Maria Becerra
- Trueno